# Monomma espanoli
Monomma espanoli es una especie de coleóptero de la familia Monommatidae.

## Distribución geográfica
Habita en el Congo.